# ニコラース・リュッツの肖像
『ニコラース・リュッツの肖像』（ニコラース・リュッツのしょうぞう、蘭: Portret van Nicolaes Ruts、英: Portrait of Nicolaes Ruts）は、オランダ絵画黄金時代の巨匠レンブラント・ファン・レインがアムステルダムに移住した1631年に板上に油彩で制作した絵画で、彼が委嘱によって描いた最初期の肖像画である。画面下部右側に「R[H?]L. 1631」という画家の署名と制作年が記されている。当初、作品は、モデルの人物ニコラース・リュッツ (1586-1649年) の娘スザンナが所有していた。その後、数々の所有者を経て1943年以来、ニューヨークのフリック・コレクションに所蔵されている。

## 作品
この肖像画のモデルの人物ニコラース・リュッツはメノー派の家庭に生まれたが、カルヴァン派に改宗した。彼はドイツのケルン出身で、ロシアとの通商で知られた貿易商であった。リュッツが没する前から、この絵画が彼の娘スザンナの家に飾られていたことを考えると、彼女の注文で制作されたか、彼女への贈り物として制作されたのであろう。
劇的な光と影の対比、様々な素材の質感の精緻な描写は、レンブラントの初期の作品に共通して見られる特徴である。本作以前の歴史画やトローニー (人間の性格を表す習作) の経験を活かして、レンブラントは、この肖像に感知できるような存在感を与えている。こちら側にまっすぐに向けられた眼差しや差し出された手紙がリュッツと鑑賞者を密接に結びつけている。左上からの光がリュッツの顔と両手を照らし、帽子と毛皮は細かな筆致で描かれている。毛皮はリュッツがおそらく携わっていたバルト海貿易との関連で描かれたものであろう。
無地の背景からくっきりと浮き出したリュッツは、その積極的なポーズゆえに存在感と同時に活気に満ちた印象を与える。このような構図上の工夫は、レンブラントが同時代のフランドルの巨匠ヴァン・ダイクによる力強いが優雅な肖像画を意識していたことをうかがわせる。ヴァン・ダイクは、デン・ハーグの宮廷で活動していた。
モデルと鑑賞者が直に対峙しているかのような強烈な存在感、力強い逆光の活用、実物さながらの質感描写、顔や手に施されたスポットライトの効果は、レンブラントがアムステルダムに移住して1年も経たないうちにアムステルダムの主導的肖像画家の1人となったことを証だてている。